# هنري روان
هنري روان (بالإنجليزية: Henry Rowan) هو راعي الفنون ورائد أعمال ومهندس أمريكي، ولد في 4 ديسمبر 1923، وتوفي في 9 ديسمبر 2015.